# 沃倫·黑斯廷斯
沃倫·黑斯廷斯 FRS（1732年12月6日—1818年8月22日），英國殖民地官員，長年在印度各地任職，1772年2月擔任威廉堡省主席，1773改稱威廉堡省總督，直至1785年為首任印度總督（當時職稱為威廉堡省總督）。
他卸任返回英國後，被指控在印度供職期間管治失當，而且捲入貪腐醜聞，面臨被國會彈劾。英國國會對黑斯廷斯的彈劾聆訊在1787年展開，經過斷續的聆訊，至七年後的1795年才審結，最終被裁定指控不成立，多數指控只是英國監督 Philip Francis 對黑斯廷斯的個人偏見。Philip Francis 甚至向黑斯廷斯發出決鬥挑戰，黑斯廷斯獲勝但並未射殺 Philip Francis。
William Dalrymple 所著的《大亂局》中描述：黑斯廷斯是真正熱愛印度文化的總督，能說孟加拉語、波斯語、烏爾都語，強烈同情受奴役的印度人民，遺產甚至留給了印度僕人、街頭唱歌的印度盲人。
在黑斯廷斯的贊助下，成立研究印度文化的亞洲學會(Asiatick Society)，主持《薄伽梵歌》的首度英譯。黑斯廷斯在序言中寫道：我愛印度比自己的國家更甚！
晚年在1814年獲委任為樞密院顧問官。